# Schibenstoll
Schibenstoll är en bergstopp i Schweiz. Den ligger i distriktet Wahlkreis Sarganserland och kantonen Sankt Gallen, i den östra delen av landet. Toppen på Schibenstoll är 2 236 meter över havet. Schibenstoll ingår i Churfirsten.
Den högsta punkten i närheten är Hinterrugg, 2 306 meter över havet, 1,1 km öster om Schibenstoll.
I omgivningarna runt Schibenstoll förekommer i huvudsak kala bergstoppar och gräsmarker.